# Polske piger
Polske piger er en film instrueret af Katia Forbert Petersen efter manuskript af Katia Forbert Petersen.

## Handling
I slutningen af 1800-tallet og starten af 1900-tallet kom polske kvinder til Danmark for at arbejde i roemarker. Det var sæsonarbejde, og de fleste tog hjem igen, men nogle blev boende. Filmen handler om tre af de kvinder, der blev. På egnen kaldes de stadig 'de polske piger'. Kvinderne er omkring de 80 år, ugifte, troende katolikker og taler ikke så godt dansk. De fortæller om et liv med stærk tro, hårdt arbejde, men også plads til fest om lørdagen.